# ISO 3166-2:TD
Kódy ISO 3166-2 pro Čad identifikují 23 provincií (stav v roce 2020). První část (TD) je mezinárodní kód pro Čad, druhá část sestává ze dvou nebo tří písmen identifikujících prefekturu.

## Seznam kódů
| Kód   | Název (arabsky)       | Název (francouzsky) |
| ----- | --------------------- | ------------------- |
| TD-BA | Al Baṭḩah             | Batha               |
| TD-LC | Al Buḩayrah           | Lac                 |
| TD-BG | Baḩr al Ghazāl        | Bahr el Gazel       |
| TD-BO | Būrkū                 | Borkou              |
| TD-HL | Ḥajjar Lamīs          | Hadjer Lamis        |
| TD-EE | Innīdī š-Šarqī        | Ennedi-Est          |
| TD-EO | Innīdī l-Ġarbī        | Ennedi Ouest        |
| TD-KA | Kānim                 | Kanem               |
| TD-LO | Lūqūn al Gharbī       | Logone-Occidental   |
| TD-LR | Lūqūn ash Sharqī      | Logone-Oriental     |
| TD-ND | Madīnat Injamīnā      | Ville de Ndjamena   |
| TD-MA | Māndūl                | Mandoul             |
| TD-MO | Māyū Kībbī al Gharbī  | Mayo-Kébbi-Ouest    |
| TD-ME | Māyū Kībbī ash Sharqī | Mayo-Kébbi-Est      |
| TD-GR | Qīrā                  | Guéra               |
| TD-SA | Salāmāt               | Salamat             |
| TD-MC | Shārī al Awsaṭ        | Moyen-Chari         |
| TD-CB | Shārī Bāqirmī         | Chari-Baguirmi      |
| TD-SI | Sīlā                  | Sila                |
| TD-TA | Tānjilī               | Tandjilé            |
| TD-TI | Tibastī               | Tibesti             |
| TD-OD | Waddāy                | Ouaddaï             |
| TD-WF | Wādī Fīrā             | Wadi Fira           |